# Maja Włoszczowska
Maja Martyna Włoszczowska (nascida em 9 de novembro de 1983) é uma ciclista de montanha polonesa. Włoszczowska tornou-se campeã mundial na categoria elite feminino no cross-country de MTB em 2010. No Campeonato Mundial de 2011, Włoszczowska parecia que ela estava prestes a reter o título, mas terminou em segundo lugar, depois de perder mais um minuto para a eventual vencedora Catharine Pendrel, devido a um pneu furado. Anteriormente, representou seu país, Polônia, em duas edições dos Jogos Olímpicos (2004 e 2008), conquistando a medalha de prata em 2008. No mês de junho de 2015, ela competiu na edição inaugural dos Jogos Europeus, representando Polônia no ciclismo, mais especificamente, cross-country feminino, conquistando a medalha de bronze.